# Laleczka Chucky (film)
Laleczka Chucky (tytuł oryg. Child's Play; inne tłum. Dziecięca zabawa, Grzeczny chłopiec) – amerykański horror filmowy z 1988 roku, dziś jeden z popularnych slasherów. Film uznaje się za kultowy.
W latach dziewięćdziesiątych wytwórnia Universal Pictures rozpoczęła kontynuację serii. Dotąd powstało sześć sequeli: Powrót laleczki Chucky (1990), Laleczka Chucky 3 (1991), Narzeczona laleczki Chucky (1998), Laleczka Chucky 5: Następne pokolenie (2004), Klątwa laleczki Chucky (2013) i Kult laleczki Chucky (2017).

## Fabuła
W otoczeniu bohatera filmu, małoletniego Andy’ego Barclaya, dochodzi do nietypowych zbrodni. Dopuszcza się ich jego lalka – Chucky. W zabawkę wstąpiła bowiem dusza zmarłego seryjnego mordercy.

## Obsada
- Catherine Hicks jako Karen Barclay
- Chris Sarandon jako det. Mike Norris
- Alex Vincent jako Andy Barclay
- Brad Dourif jako Charles Lee Ray/głos Chucky’ego
- Dinah Manoff jako Maggie Peterson
- Jack Colvin jako doktor Ardmore

## Box office
| Świat | US$ 44,196,684 |